# Abgeordnetenwatch.de
abgeordnetenwatch.de ist eine überparteiliche und institutionell unabhängige Internetplattform, welche die Möglichkeit eröffnet, Abgeordnete verschiedener Parlamente öffentlich zu befragen. Sie wurde von Gregor Hackmack und Boris Hekele gegründet. Ihr Träger ist der eingetragene Verein Parlamentwatch.
Neben Fragen und Antworten sind berufliche Qualifikationen, Mitgliedschaft in Ausschüssen, anzeigepflichtige Nebentätigkeiten sowie das Abstimmungsverhalten der Abgeordneten bei wichtigen Parlamentsentscheidungen öffentlich einsehbar. Darüber hinaus publiziert die Plattform Recherchen zu den Themen Lobbyismus, Parteispenden, Nebentätigkeiten von Abgeordneten und setzt sich mit Petitionen für strengere Transparenzpflichten ein.

## Geschichte
Anfänglich war das Portal in Hamburg eine Onlinebefragungsplattform der Wahlkandidaten und Mitglieder der Hamburgischen Bürgerschaft und der Hamburger Bezirksversammlungen. Das erste Projekt startete am 8. Dezember 2004.
Vorausgegangen war ein erfolgreicher Volksentscheid zur Reform des Wahlrechts, welches den Hamburger Bürgern mehr Mitbestimmungsmöglichkeiten einräumen sollte.
Über den Online-Dialog auf abgeordnetenwatch.de wurde den Bürgern die Möglichkeit gegeben, ihre Politiker besser kennenzulernen, um bei der nächsten Wahl eine kompetente Entscheidung treffen zu können. In der Folgezeit konnten auf abgeordnetenwatch.de auch die Mitglieder der Hamburger Bezirksversammlungen befragt werden.
Mit dem Zusammentritt der am 24. Februar 2008 gewählten Hamburgischen Bürgerschaft wurde abgeordnetenwatch.de für die Hansestadt vorübergehend eingestellt, bis genügend Fördergelder zusammenkamen. Zur Begründung hieß es, das Projekt hätte nicht mehr weiter auf ehrenamtlicher Basis betreut werden können.
Laut den Betreibern wurden seit dem Start von abgeordnetenwatch.de für den Bundestag am 8. Dezember 2006 bis zum 1. August 2007 über 15.000 Fragen gestellt, von denen über 12.000 beantwortet wurden, was einer Quote von 80 % entspricht. Damals wurde die Seite etwa 10.000 Mal am Tag angeklickt.
Die Medienpartner des Projekts sind die Onlineausgaben von Der Spiegel, Süddeutsche Zeitung, Stern, Die Welt, Frankfurter Rundschau und Der Tagesspiegel. Das Projekt wurde 2005 und 2007 in die Endrunde des Grimme Online Award gewählt.
2005 kam mit kandidatenwatch.de eine Plattform hinzu, die die Befragung von Kandidierenden bei Europa-, Bundes- und Landtagswahlen ermöglichte. Erstmals konnte man vor der Bundestagswahl 2005 dort Fragen an alle Direktkandidaten in den Wahlkreisen stellen. Dazu bot die Seite auch eine Übersicht über die Wahlprogramme fast aller Parteien an, die mit Direktkandidaten zur Wahl antraten.
Wegen des Erfolgs im Bundestag wurden im August 2007 Förderkreise eingerichtet, um abgeordnetenwatch.de auch für die 16 Landesparlamente verfügbar zu machen.
Im Jahre 2009 entschied abgeordnetenwatch.de, alle künftigen Projekte unter dem Namen abgeordnetenwatch.de laufen zu lassen und keines mehr unter kandidatenwatch.de.
Nachdem die Bundestagsverwaltung und die Regierungsfraktionen abgeordnetenwatch.de die Auskunft darüber verweigert hatten, wie viele Hausausweise für Lobbyisten ausgestellt wurden und für welche Auftraggeber diese Lobbyisten arbeiten, klagte der Verein beim Verwaltungsgericht Berlin und bekam Recht, da es „um eine Verwaltungstätigkeit des Bundestages, nicht um spezifisch parlamentarisches Handeln“ gehe und das Informationsfreiheitsgesetz eine Antwort erforderlich mache. Die Bundestagsverwaltung ging in Berufung. Abgeordnetenwatch.de stellte aber schon eine Teilliste mit 607 Unternehmen, Verbänden und Organisationen ins Netz, deren Interessenvertreter über Hausausweise des Bundestages verfügen. Verbände haben die Möglichkeit, sich auf der öffentlichen Lobbyisten-Liste des Parlaments registrieren zu lassen und einen Hausausweis zu beantragen. Der zweite Weg besteht darin, mit Unterstützung der Fraktionen einen Hausausweis zu besorgen; dazu genügt die Unterschrift eines Parlamentarischen Geschäftsführers der jeweiligen Fraktion.

## Funktion
Zurzeit ist der Kontakt zu den Abgeordneten des Bundestags, zu den deutschen Abgeordneten im Europäischen Parlament sowie zu den Abgeordneten der Landtage in Hamburg, Bayern, Nordrhein-Westfalen, Hessen, Berlin, Niedersachsen, Sachsen, Schleswig-Holstein und Baden-Württemberg möglich. Seit Juni 2011 sind auch einige Kreistage, Stadt- und Gemeinderäte vertreten. Über den Ableger kandidatenwatch.de ist ein gleichwertiger Kontakt zu Kandidierenden von Europa-, Bundes- und Landtagswahlen möglich. Es ist ein gemeinnütziges Projekt der Parlamentwatch GmbH und wird in Kooperation mit den Vereinen Mehr Demokratie und Mehr Bürgerrechte sowie dem Sozialen Venture Capital Fonds BonVenture betrieben. Beide Projekte sollen sich mittel- und langfristig durch den Aufbau von Förderkreisen, den Verkauf von Profilerweiterungen (kandidatenwatch.de) und das Angebot von Onlinewerbung (die auf Wunsch aber ausgeblendet werden kann) finanzieren. Die Parlamentwatch GmbH hat in ihrer Gesellschaftssatzung eine Selbstverpflichtung, sämtliche Gewinne (sollten jemals welche anfallen) an gemeinnützige Organisationen zu spenden.
Die Nutzung des Portals ist kostenlos. Bis 2017 konnten Kandidaten für eine einmalige Gebühr von 179 Euro (Landtagswahlen) bis zu 200 Euro (Bundestagswahlen) den Eintrag mit einem Foto, einem Weblink und Terminhinweisen auf Wahlkampfveranstaltungen versehen sowie einen selbst formulierten Text zur eigenen politischen Arbeit und Zielen auf der Webseite veröffentlichen. Die Profilerweiterungen trugen zur Finanzierung des Portals bei.
Alle Fragen werden von einem Moderationsteam gegengelesen und mit einem Moderationskodex abgeglichen, der u. a. beleidigende Aussagen, Volksverhetzung, Diskriminierungen, Fragen zum Privatleben oder Anfragen, die unter die Schweigepflicht fallen, verbietet. Bei Verstoß gegen den Kodex werden die Fragen nicht freigeschaltet, der Politiker aber über den Vorgang informiert. Darüber hinaus hat sich das Projekt strikt der Überparteilichkeit und Neutralität verpflichtet. Neben allgemeinen Informationen zu den Abgeordneten ist auch deren Abstimmungsverhalten bei Abstimmungen dokumentiert, die besondere Aufmerksamkeit in den Medien fanden.

## Sozialversicherung.watch: ver.di und abgeordnetenwatch.de kooperieren
Die Vereinte Dienstleistungsgewerkschaft (ver.di) will in Kooperation mit abgeordnetenwatch.de mit einem neuen Informationsangebot für mehr Transparenz in der Selbstverwaltung der Sozialversicherung und ein größeres Interesse an der Sozialwahl im Mai 2017 sorgen. Unter der Internetadresse sozialversicherung.watch steht ab sofort eine Dialogplattform zur Verfügung, auf der ver.di-Kandidaten für die Selbstverwaltungsgremien der Sozialversicherungsträger interessierten Bürgern Rede und Antwort stehen. Betrieb und Betreuung des Informationsangebots liegen in den Händen von abgeordnetenwatch.de. Die Sozialwahlen beginnen mit dem Versand der ersten Wahlunterlagen im April und werden als reine Briefwahl durchgeführt.

## Struktur
Dem Kuratorium von abgeordnetenwatch.de gehören an:
- Hark Bohm
- Manfred Brandt
- Angelika Gardiner
- Hanna Klimpe
- Willfried Maier
- Sigrid Meißner
- Daniel Schily
- Frank Teichmüller
- Philipp-Christian Wachs

abgeordnetenwatch.de ist Mitglied der Initiative Transparente Zivilgesellschaft und des Parliamentwatch Network. Eine vergleichbare österreichische Internet-Meinungsplattform ist MeinParlament.at.

## Kontroversen
Bei der Wahl in Bremen 2007 wurde das Projekt kandidatenwatch.de von der Bremer SPD sowie der Bremer Linkspartei boykottiert, da Kandidaten der NPD nicht ausgeschlossen wurden. Kandidatenwatch-Leiter Hackmack wies darauf hin, dass der Moderationskodex des Projektes unter anderem das Verhöhnen von Opfern von Rassismus und Gewaltherrschaft verbiete. Auf abgeordnetenwatch.de werden alle zugelassenen Direktkandidaten aufgeführt und können befragt werden.
Im September 2009 kündigte der Bundestagskandidat der Grünen Hubertus Grass seine Teilnahme an dem Projekt, da der NPD eine zusätzliche Möglichkeit eingeräumt würde, rassistisches und revanchistisches Gedankengut zu verbreiten. Er gab an, er „möchte in keiner Weise mit dieser Partei (NPD) und ihren Vertretern auf einer Webseite noch sonst wo erscheinen“ und bezog sich auf Beiträge des NPD-Bundesvorsitzenden Udo Voigt. Der Mitbegründer des Portals Gregor Hackmack sicherte zu, dass die Beiträge von Voigt überprüft würden und verwies darauf, dass in der Vergangenheit mehrfach NPD-Vertreter wegen Missbrauchs von der Plattform ausgeschlossen wurden.
Im August 2009 kritisierte der SPD-Bundestagsabgeordnete Sebastian Edathy die Forderung von abgeordnetenwatch.de nach 200 Euro für eine Erweiterung der Profile von Abgeordneten im Wahlkampf und warnte vor einer Kommerzialisierung der Plattform. Im April 2010 warnte Peter Hauk, CDU-Fraktionschef in Baden-Württemberg, die Abgeordneten seiner Partei vor einer Teilnahme bei abgeordnetenwatch.de und vor der Beantwortung dort gestellter Fragen. Hauk kritisierte die Vorgehensweise und die „vermeintliche“ Transparenz des Angebots als „sehr fragwürdig“; ferner seien Angaben zu seiner Person „weitestgehend falsch“. Die Betreiber der Website widersprachen der Kritik.
Im August 2010 kritisierte abgeordnetenwatch.de den SPD-Politiker Peer Steinbrück dafür, dass er hohe Einkünfte aus Nebentätigkeiten beziehe, während er andererseits laut Recherchen der Internetplattform seine ebenfalls bezahlte Tätigkeit als Bundestagsabgeordneter nur bedingt wahrnimmt. Steinbrück bezeichnete daraufhin bei der Fernsehsendung Beckmann abgeordnetenwatch.de als eine „kommerzielle Plattform“ und als einen „kommerzielle[n] Haufen“. Er würde diese Plattform nicht nutzen, da durch Werbeeinnahmen Geld verdient würde und jeder Bürger ihn hingegen umsonst anschreiben könne. Seine Behauptung entspricht nach Angaben der Plattform nicht den Tatsachen.
Bundestagsabgeordnete verschiedener Parteien boykottieren abgeordnetenwatch.de unter Angabe unterschiedlicher Gründe wie dem Missbrauch durch Lobbygruppen, Anonymität der Fragesteller und der Rolle der Plattform als „selbsternannter Vermittler“ zwischen Bürgern und Politik.

## Würdigungen
Im Jahr 2012 zeichnete die Integrata-Stiftung Boris Hekele von Parlamentwatch e. V. für das Portal www.abgeordnetenwatch.de mit dem Wolfgang Heilmann-Preis aus zum damaligen Thema „Mehr Demokratie durch Informationstechnologie“. Die Vereinten Nationen bewerteten abgeordnetenwatch.de 2013 als gutes Beispiel zur Beteiligung Jugendlicher an der Politik durch die Wahlperioden hindurch.
In Malaysia entstand nach dem Vorbild von abgeordnetenwatch.de eine von der Konrad-Adenauer-Stiftung unterstützte ähnliche Website.
Das National Democratic Institute in den USA zeichnete Parlamentwatch 2013 für die Innovation mit einem Democracy Award aus.
Das Online-Projekt fragdenbundestag.de wurde 2016 mit dem Medienprojektpreis des Otto-Brenner-Preises ausgezeichnet.

## Belege
1. ↑  Gesellschaft und Kultur. In: Fremdprojekte 2011. Robert Bosch Stiftung, archiviert vom Original am 25. November 2015.
2. ↑  abgeordnetenwatch.de für Hamburg wird eingestellt (Memento vom 28. April 2008 im Internet Archive), abgeordnetenwatch.de, Pressemitteilung vom 4. März 2008
3. ↑  24 Stunden Bürgersprechstunde für alle Landesparlamente (Memento vom 27. November 2007 im Internet Archive), abgeordnetenwatch.de, 2. August 2007
4. ↑  Mit „Einsteins Welt“, „Bildblog“ und „Kebab Connection“ in die Endrunde (Memento vom 7. Juli 2012 im Internet Archive), Adolf-Grimme-Institut, Pressemitteilung vom 25. Mai 2005 (PDF; 249 kB)
5. ↑  abgeordnetenwatch.de für den Grimme Online-Award nominiert (Memento vom 27. November 2007 im Internet Archive), abgeordnetenwatch.de, 10. Mai 2007
6. ↑  FAQ, abgeordnetenwatch.de
7. ↑  Abgeordnetenwatch: Bundestag muss Lobbyisten offenlegen. In: Die Zeit. 18. Juni 2015, ISSN 0044-2070 (zeit.de [abgerufen am 13. November 2016]).
8. ↑  Teilliste der Lobbyisten im Bundestag veröffentlicht. In: tagesschau.de. Abgerufen am 13. November 2016.
9. ↑  "Kandidatenwatch" Abgeordnete müssen online antworten, spiegel.de vom 15. August 2005
10. ↑  Finanzierung (Memento vom 16. September 2009 im Internet Archive), abgeordnetenwatch.de
11. ↑  Sozialversicherung.watch: ver.di und abgeordnetenwatch.de kooperieren zur Sozialwahl 2017 – Bsirske: „Transparenz stärkt die Selbstverwaltung“ ver.di-Pressemitteilung vom 16. Januar 2017
12. ↑  Das Kuratorium von abgeordnetenwatch.de. In: abgeordnetenwatch.de. 21. Mai 2013 (abgeordnetenwatch.de [abgerufen am 2. Mai 2021]).
13. ↑  Transparency, Dialogue, Accountability. In: Parliamentwatch Network. Abgerufen am 19. Februar 2022 (amerikanisches Englisch).
14. ↑  Im Dialog mit der Politik, MeinParlament.at
15. ↑  SPD boykottiert Demokratie, taz, 27. März 2007
16. ↑  Kündigung bei abgeordnetenwatch.de wegen NPD, heise online, 12. September 2009
17. ↑  Edathy warnt vor Kommerzialisierung, Kölner Stadtanzeiger, 20. August 2009, abgerufen am 3. Januar 2013
18. ↑  CDU-Fraktionschef in Baden-Württemberg hält nichts von Abgeordnetenwatch, heise online, 30. April 2010, abgerufen am 2. Juni 2010
19. ↑  Abgeordnetenwatch: Zwei Bücher, 60 Vorträge und über eine Million Euro: Die Nebeneinkünfte des Peer Steinbrück (mit Updates). Abgerufen am 23. April 2020.
20. ↑  Peer Steinbrück und der „kommerzielle Haufen“ (Memento vom 25. September 2010 im Internet Archive), blog.abgeordnetenwatch.de, 21. September 2010, abgerufen am 2. Oktober 2010, Prüfung Wayback-Link am 8. Juli 2019
21. ↑  Warum Politiker Abgeordnetenwatch boykottieren, WDR-Blog, 24. August 2012, abgerufen am 3. Januar 2013
22. ↑  Preis 2012 - Themenschwerpunkt: Mehr Demokratie durch Informationstechnologie (Memento vom 27. September 2018 im Internet Archive), Wolfgang-Heilmann Preis
23. ↑  Enhancing Youth Political Participation throughout the Electoral Cycle. United Nations Development Programme, New York 2013, S. 57 (Online [PDF; 2,0 MB]).
24. ↑  Politiker in Malaysia unter der Lupe. Deutsche Welle, 3. März 2010.
25. ↑  The Civic Innovator: A Conversation with NDI's 2013 Democracy Award Recipients. NDI, archiviert vom Original (nicht mehr online verfügbar) am 18. Februar 2015; abgerufen am 9. August 2024 (englisch).
26. ↑  Otto Brenner Stiftung zeichnet zum 12. Mal herausragenden Journalismus aus (Memento vom 21. November 2016 im Internet Archive) Pressemitteilung